# Замкова церква (Дубно)
Замкова церква у місті Дубно — релігійна споруда, що існувала на території Дубенського замку.

## Питання існування замкової церкви
Попри відомі храми, фундовані князями Острозькими (ця цифра в неофіційних джерелах становить близько 600 церков і 20 монастирів), на сьогоднішній день відкритим залишається питання про існування церкви у Дубенському замку. Вже раніше дослідниками відзначався вартий подиву факт відсутності церкви в такому важливому у військовому і політичному значенні замку, яким був Дубенський. Однак в останній час постав набір різних лаконічних історичних відомостей, які вперше закладають джерельне підґрунтя для дослідження історії замкової церкви в Дубні.
В. Ульяновський опублікував повідомлення архівного документу про найраніше з відомих церковних надань в м. Дубні від князя К. І. Острозького, датоване 7 лютого 1492 р. В ньому йдеться про надання землі та десятини із замкового млина двом церквам Христового Воскресіння та св. Миколая. Про церкву, названу в честь святого Миколая, було відомо раніше. Виходячи з планів міста кінця XVIII — початку ХІХ ст. вона знаходилася в дворі теперішнього п'ятиповерхового будинку по вул. Данила Галицького, 18, а її церковне подвір'я сягало сучасних вулиць М. Лисенка та Свободи. Натомість повідомлення про церкву Христового Воскресіння потребує пошуків роз'яснень.
Ще Микола Теодорович звернув увагу на згадку в акті, датованому 9 жовтнем 1596 р., який являв собою послання православних членів Берестейського антиунійного собору. Серед тих, хто підписався під ним, був Костянтин Воскресенський, протопоп дубенський. З цього дослідник вивів очевидність існування в Дубні церкви Воскресіння Христового.
В праці «Wołyn I jego mieszkańce w roku 1863», виданій в 1870 р. автор, говорячи про заснування міста князем К. І. Острозьким, відзначає, що найстарішими церквами, які постали в Дубні, були церква Воскресіння в замку та друга, в околиці Луцької брами. Він не приводить посилання на джерело, на яке опирається. Однак, тут потрібно зазначити, що авторські припущення властиво мали би стосуватися положення церков на території міста, а не в конкретному топографічному об'єкті, яким є Дубенський замок.
Автор, наприклад, правильно відзначає розташування і міських церков. Так він пише, що церква св. Миколая була розташована посеред міста, св. Спаса — на Кемпі, Чесного Хреста — на іншій Кемпі (острові).
Ще одне повідомлення стосовно замкової церкви приведене тим же М. Теодоровичем. У розповіді про соборну церкву св. Миколая він пише наступне: «В Дубенском соборе находилась весьма древняя икона Святителя Николая, перенесенная княземъ Константином Кон. Острожскимъ въ Дубенский собор изъ его Дубенской замковой церкви». Повідомлення не має посилання на джерело, що не дозволяє його перевірити.
Відомо, що домові церкви знаходилися в інших замках князів Острозьких: в Острозі, Старокостянтинові, Степані. В них мешканці замків могли здійснювати свої духовні потреби. А сам релігійний осередок символізував собою Боже заступництво над твердинею і її власником. У Дубенському замку, як в одній із головних резиденцій князів Острозьких, необхідність існування церкви була беззаперечною.
Відомо, що у 1575 році князь Василь Костянтин Острозький замовив два п'ятисвічники, які, як стверджував Павло Жолтовський, були відлиті польським майстром Лукою Фріделянтом. Можливо він замовляв їх саме для облаштування замкової церкви.
В 1575 році дубенська міщанка Мілка Патриківна перед смертю заповідаючи кошти на монастирі та храми, зазначає: "...до церкви Воскресения Христова, што в замку Дубенском - пять коп грошеи...". Це письмове свідчення дає чітку вказівку на існування в дубенському замку церкви, освяченої в честь Воскресіння Господнього. 
Відомості, які востаннє дають опосередковані вказівки на релігійний осередок в замку пов'язані із заснуванням у місті монастиря бернардинів, яке датується 1614 р. Януш Острозький, запросивши бернардинів у місто, до часу побудови монастиря, оселив їх поблизу замкової каплиці, де вони відправляли богослужіння. Це повідомлення дає можливість припускати, що замкова церква могла бути невеликого розміру, або пізніше міститися в якійсь більшій споруді, наприклад, в надбрамному корпусі замку. Тож можемо вважати, що в цій каплиці молилися і наступні власники замку: князі Заславські, Сангушки, Любомирські.
Опираючись на приведені відомості джерел і досліджень, можна зробити висновок, про існування в XV-XVI ст. церкви у дубенському замку, титулованої Воскресінням Господнім. З XVII ст. відомості про неї не зустрічаються, що можливо вказує на припинення існування храму, його перенесення чи перебудову, пов'язану із реконструкцією дубенського замку за бастіонною системою. 

## Полкова церква в замку
В період з 1875 до 1915 р., коли в замку дислокувалися військові 41-го піхотного Селенгінського і 11-го уланського Чугуївського полків, полкова церква займала колишню бальну залу у палаці князів Любомирських. Сама бальна зала була найбільшою урочистою кімнатою палацу Любомирських. Висотою вона охоплювала два поверхи палацу, мала піднятий на півтора поверхи балкон із круглою балюстрадою, яку підтримувало 12 коринфських колон. Зала вміщувала в себе до 300-х осіб. Цей храм носив назву Зішестя Святого Духа. Можливо, перенесення церкви до просторої бальної зали служить ще одним підтвердженням того, що стара замкова церква була невеликого розміру.

## Каплиця Божого пророка Іллі
Продовженням історичної традиції існування замкової церкви стало відкриття каплиці Божого пророка Іллі, яке відбулося 9 жовтня 2013 року. Центральним образом каплиці є найстаріша дубенська ікона XVI ст. «Святий пророк Ілля з житієм». Написана вона анонімним кам'янецьким майстром в пам'ять про старшого сина князя К. І. Острозького князя Іллю, який раптово помер 19 серпня 1539 року у 29-ти річному віці. Вочевидь, ця ікона відразу замовлялася, як храмова для розміщення в однойменній дубенській церкві, збудованій при князеві В.-К. Острозькому. Пізніше сліди цієї ікони були втрачені і лише після Першої світової війни її знайшли на дзвіниці Іллінського собору в Дубні. Оскільки нині в цій церкві знаходиться копія ікони, а оригінал зберігався в державному історико-культурному заповіднику, то при відновленні замкової каплиці було вирішено присвятити її саме пророкові Іллі.
У новоствореній каплиці Дубенського замку підібрано низку творів сакрального мистецтва, покликаних створити ауру духовності і невимушеності для представників усіх конфесій.
Інтер'єр каплиці доповнили ікони канонізованих святих Іова Почаївського, Федора Острозького, благовірного князя Костянтина-Василя Острозького, написані відомим сучасним іконописцем Юрієм Нікітіним. Всі три ікони написані автором на лляному полотні в техніці темперного живопису.
Юрій Нікітін виконав ікони святих Федора та Костянтина-Василя Острозьких у стилі парадного портрету XVI–XVII ст. — це час, коли територія України перебувала під владою Речі Посполитої та в українську культуру відбувалося проникнення європейських художніх стилів, рис ренесансу та бароко, а також відбувався синтез із польським мистецтвом.
Крім новонаписаних ікон, в каплиці присутні і сакральні речі музейного значення. Серед них: ікони XIX ст. «Знамення Пресвятої Богородиці», «Святий Феодосій архієпископ Чернігівський», «Печерська Богоматір з Предстоящими Святими Антонієм та Феодосієм Печерськими», «Богородиця з немовлям», «Пресвята Богородиця Праворучниця», «Образ Святих Благовірних князів Володимирських Чудотворців: Георгій, Андрій, Аврамій, Олександр, Гліб», «Святий Іоанн Предтеча», Ікона «Святий Миколай» кінця XVIII ст. В окремих вітринах представлені металеві хрестики XIX ст., іконки складні — міднолиті, прикрашені кольоровими емалями тристулкові складні образи XVIII-ХІХ ст., дискоси дарохранительниця і срібні підсвічники XIX ст. Окрему групу складають церковні стародруки: Євангеліє 1647 р., книга «Ірмологіон», книга «Анфологіон» 1694 р., книга «Часослов», Почаїв, 1760 р., книга «Октоїх», 1715 р., книга «Служебник», Почаїв 1734 р., книга «Мінея» XIX ст.